# よんぱち 48hours 〜WEEKEND MEISTER〜
『よんぱち 48hours 〜WEEKEND MEISTER〜』（よんぱち フォーティエイトアワーズ・ウィークエンドマイスター）は、2004年4月2日から2018年8月3日までTOKYO FMで毎週金曜 13:00 - 16:30に生放送していたラジオ番組。

## 番組概要
TOKYO FMの週末エンタメ生ワイド番組として2004年4月2日放送開始。番組コンセプトは、週末の48時間を有意義に過ごせるエンターテイメントを提案していく番組としていて、番組タイトルのよんぱちはこの意味である。番組パーソナリティーには構成作家の鈴木おさむを起用。鈴木が構成作家であることから芸能人やアーティストとのつながりが幅広く、複数名の芸能人やアーティストが出演する。

## 番組沿革
2004年4月の番組開始から2007年9月までは、「よんぱち」は2部構成となっており、13:00から17:00までの4時間は鈴木おさむと木夏リオによる第1部よんぱち 48 hours 〜WEEKEND MEISTER〜、17:00から20:00までの3時間は箱番組を内包しながら番組を進行する第2部よんぱち 48 hours 〜WEEKEND PREMIUM〜の形態をとっていたが、2007年10月より2部の枠を廃止し、「よんぱち」はよんぱち 48 hours 〜WEEKEND MEISTER〜に統合した。2018年8月9日にTOKYO FM GINZA SONY PARK STUDIOがオープンすることから、TOKYO FMでは金曜の生ワイド番組を中心に改編を実施することとなった。2004年4月の放送開始から14周年を経て、2018年8月3日の放送をもって「よんぱち」は終了することとなった。なお、最終回となる2018年8月3日は「よんぱち15年目の感謝！5 時間スペシャル」と題し、12:00から16:55に放送を拡大し、歴代のパーソナリティやゲストが登場した。2018年8月10日からの後継番組は『AWESOME RADIO SHOW.』（12:00 - 13:55）と『TOKYO SOUNDS GOOD』（14:00 - 16:55）。

## パーソナリティー
番組終了時
- 鈴木おさむ
- 小森隼

代演
メイン（鈴木おさむ）代演
- ビビる大木:2016年1月1日（鈴木の冬休みに伴う代演）
- 大谷ノブヒコ:2016年5月27日（鈴木の舞台出演に伴う代演）
- 大島美幸（森三中）・コトブキツカサ:2017年4月7日（鈴木の映画撮影に伴う代演）
- 石塚英彦（ホンジャマカ）:2018年1月5日（鈴木の冬休みに伴う代演）

アシスタント代演
- 木夏リオ:2014年2月 - 2014年4月（三浦の産休に伴う代演）
- 柴田幸子（TOKYO FM アナウンサー）:2014年5月、2016年2月5日、2016年3月4日（三浦の産休に伴う代演）
- マンボウやしろ:2016年12月25日（三浦の冬休みに伴う代演）、2016年2月19日（三浦の産休に伴う代演）
- 高山一実（乃木坂46）:2016年2月12日（三浦の産休に伴う代演）
- 山崎樹範:2016年2月26日（三浦の産休に伴う代演）
- 篠原ともえ:2016年3月18日（三浦の産休に伴う代演）
- 押切もえ：2016年3月25日（三浦の産休に伴う代演）
- 柴田幸子（フリーアナウンサー）- 2017年3月11日（東日本大震災復興記念特別編成のため）、2018年1月5日（アシスタント不在のため）

ゲストアシスタント（2016.04-2017.12）
2016年4月-2017年12月まで現役大学生アシスタントの岡部が学業のため月に1-2回休演する場合、ゲストアシスタントが代演を務める。
なお、スペシャルウィーク（聴取率調査週間）にはゲストアシスタントとして河合郁人（A.B.C-Z）が出演している。
過去（2004年4月～2017年12月）
アシスタント
- 木夏リオ：2004年4月 - 2009年9月
- 古賀涼子（TOKYOFM アナウンサー）：2009年10月 - 2010年3月
- 柴田幸子（TOKYOFM アナウンサー）：2010年4月 - 2013年3月
- 三浦茉莉：2013年4月 - 2014年1月、2014年5月 - 2016年1月（出産直前のため、2016年2月から3月まで休演。同年3月25日の放送にゲストとして出演し、降板）
- 岡部茉佑:2016年4月 - 2017年12月（2016年4月-2017年3月は現役上智大学生として、2017年4月-2017年12月はフリーアナウンサーとして出演。降板する理由はアナウンサーを辞め、国家公務員試験を受験するため。）

## 放送時間
- 金曜 13:00 - 20:00（2004年4月 - 2007年9月）
- 金曜 13:00 - 17:00（2007年10月 - 2010年3月）
- 金曜 13:00 - 16:30 （2010年4月 - 2018年8月）

### 放送休止
- 2011年3月11日 - 番組放送中の14:46頃に東日本大震災が発生。当時、番組アシスタントを担当していたTOKYO FM柴田幸子アナウンサーによる地震速報を14:55まで繰り返し伝え、14時台をもって番組を休止する。（なお、14:55から放送しているJFN系列ネット5分番組は地震情報を割り込む形で放送した）15時台よりTOKYO FM古賀涼子・村田睦アナウンサーによる報道特別番組を放送。
- 2016年3月11日 - 東日本大震災から5年経過の特別番組『LOVE&HOPE ~5年目の春だより~』（13:00 - 15:30）および『LOVE&HOPE 5years passed 風化させないために』（15:30 - 16:25）を放送するため休止。
- 2016年5月6日 - TOKYO FM ホリデースペシャル編成のため休止。
- 2017年5月5日 - TOKYO FM ホリデースペシャル編成のため休止。

## タイムテーブル
（2018年7月現在）
※＜＞内は提供
- 13:00 オープニング
- 13:10 よんぱちゲストルーム1
- 13:28 TOKYO FM トラフィックレポート ＜栄住産業＞
- 13:55 TOKYO FM NEWS
- 13:57 TOKYO FM トラフィックレポート
- 14:00 14時台オープニング
- 14:10 よんぱちゲストルーム2
- 14:32 TOKYO FM トラフィックレポート
- 14:47 LIVE IN TOKYO
- 14:52 TOKYO FM トラフィックレポート
- 14:55 MY OLYMPIC α
- 15:00 15時台オープニング
- 15:10 よんぱちゲストルーム3
- 15:32 TOKYO FM トラフィックレポート
- 15:40 チケットぴあ presents よんぱち「ぴあエンタメフカボリ」＜チケットぴあ＞
- 15:55 TOKYO FM NEWS
- 15:57 TOKYO FM トラフィックレポート
- 16:15 東京トヨペット presentsネクスト サロン （柴田幸子）
- 16:20 TOKYO FM トラフィックレポート
- 16:25 エンディング